# Seznam fikcijskih nosilcev medalje časti
Seznam fikcijskih nosilcev medalje časti.

## Film
- predsednik ZDA James Marshall - Air Force One
- General James Mattoon Scott - Seven Days in. maj
- Brigadni general Francis X. Hummel - The Rock
- Brigadni general Bill Marks - High Crimes
- Polkovnik Walter E. Kurtz - Apokalipsa zdaj
- Stotnik Karen Emma Walden (posthumous) - Courage Under Fire
- Poročnik J. Bishop - Twelve O'Clock High
- Gunnery Sergeant Tom 'Gunny' Highway - Heartbreak Ridge
- Sergeant Kesuke Miyagi - The Karate Kid
- Sergeant Raymond Shaw - The Manchurian Candidate
- Sergeant John J. Rambo - Rambo
- Naddesetnik Forrest Gump - Forrest Gump

## Televizija
- General Thomas Williams - JAG, »Desert Son"
- Poročnik Curtis Rivers - JAG, »Above and Beyond«, »River's Run«, »Real Deal SEAL"
- Stotnik Ernest Yost - NCIS, »Call of Silence"

## Književnost
- Stotnik Jack NMI (No Middle Initial) Stecker - The Corps, »Semper Fi« by W. E. B. Griffin